# Acromyrmex rugosus
Acromyrmex rugosus es una especie de hormiga cortadora de hoja del género Acromyrmex, tribu Attini, familia Formicidae. Fue descrita científicamente por Smith en 1858.

## Distribución y hábitat
Se distribuye por Argentina, Bolivia, Brasil, Colombia, Paraguay, Perú y Uruguay. Se ha encontrado a elevaciones de hasta 450 metros. Habita en selvas tropicales.